# Sân bay Courchevel
Sân bay Courchevel là một sân bay phục vụ Courchevel ở một khu vực trượt tuyết trên núi Alps của Pháp. Sân bay có đường băng rất ngắn 525 m, đường băng có độ uốn võng 18,5 độ. Sân bay này không cho phép bay go-around. Sân bay này không trang bị hệ thống cất hạ cánh chính xác nên việc hạ cánh trong điều kiện mây và sương mù hầu như không thể. Sân bay này nguy hiểm do đường băng ngắn và võng và nằm sườn núi dựng đứng
Chương trình Các sân bay nguy hiểm nhất của Kênh lịch sử xếp sân bay này nguy hiểm thứ 7 trên thế giới